# Stary Orgiejów

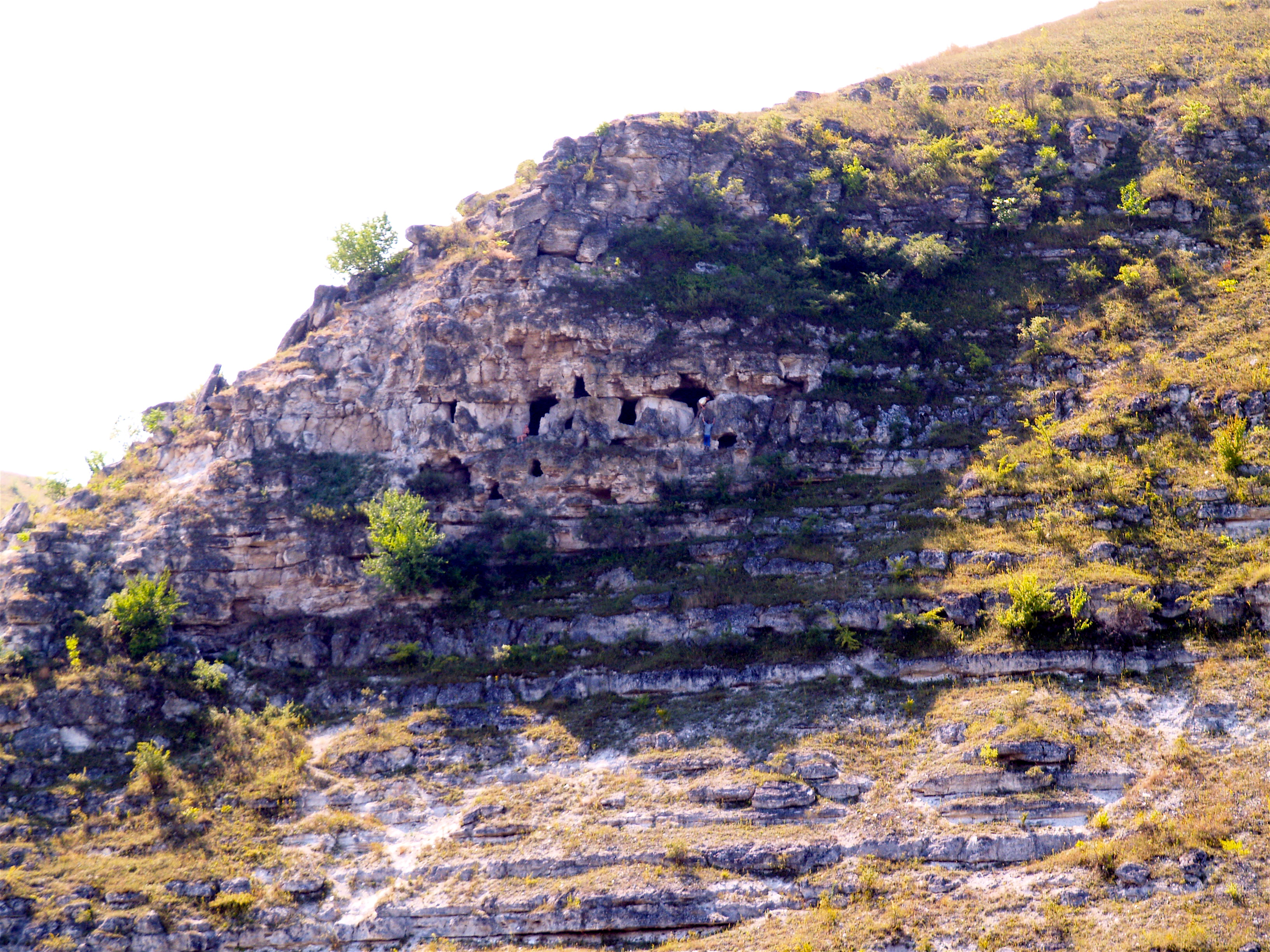
Stary Orgiejów

Stary Orgiejów (rum. Orheiul Vechi) – kompleks historyczno-archeologiczny, położony w Mołdawii 60 km od Kiszyniowa, nad rzeką Reut. Dawne miasto, którego mieszkańcy w wieku XVII większości przenieśli się do miasta Orgiejów. Znaleziono tam wiele grodzisk, między innymi gockie z VI-I w. p.n.e. Nad Reutem między XIII a XIX w. istniało również pięć męskich klasztorów prawosławnych wykutych w skałach.
Ruiny średniowiecznej cytadeli i pałacu pyrkalaba – zarządcy prowincji z czasów tureckich, ślady dackich fortyfikacji ziemnych.Od 2013 r. w granicach Parku Narodowego Orgiejów.